# عارف محمد آل نصر الله
السيد عارف محمد آل نصر الله (مواليد 1958 م) هو ناشط اجتماعي شيعي عراقي، ومحسن، ومفوض رسمي لمرقد ابن فهد والحوزة العلمية.
كان أحد أبرز قادة منظمة العمل الإسلامي. وهو يشغل حاليًا منصب مدير مكتب العلاقات العامة للمرجع الديني آية الله العظمى صادق الشيرازي في العراق، ويشغل هذا المنصب منذ غزو العراق عام 2003 م.
نصر الله هو مؤسس جمعية الولاء والفداء والفتح، وهي منظمة تساعد في إحياء المواقع الدينية الشيعية المتضررة من الحرب أو الإرهاب، فضلًا عن إقامة فعاليات لإحياء ذكرى أهل البيت؛ وتحاول المنظمة دومًا ترسيخ فكرة لدى عموم الشيعة أن التفجيرات ضد مساجدهم ومراقد أئمة الشيعة مثل علي بن أبي طالب، والحسين بن علي؛ هي من فئة تكفيرية لا دخل لها في أهل السنة والجماعة، في خطوة تهدف لتقليل الطائفية.

## الحياة الشخصية
وُلِد نصر الله في كربلاء، لمحمد نصر الله، وهو تاجر وخادم في مرقد العباس. ينحدر كلا والديه من عائلة آل فائز النبيلة، التي ترجع نسبها لابنة النبي محمد فاطمة وزوجها علي، أول إمام شيعي. حكم أسلافه المدينة في بعض المناسبات، وكانوا مسؤولين عن الوصاية (السدانة) على أماكنها المقدسة. نشأ نصر الله في كربلاء، وقضى طفولته في الخدمة مع والده. انقلبت حياة نصر الله عندما توفي والده عام 1969 م، وتم وضعه تحت رعاية أعمامه. انضم نصر الله إلى الحركة الرسالية، المعروفة باسم منظمة العمل الإسلامي (IOA) عام 1973 م، بعد الظلم الذي مارسه النظام البعثي تجاه الشيعة في العراق. وبحلول عام 1976 م، أصبح مطلوبًا من النظام، لأنه لم يكن مسجلًا في الجيش، الذي كان إلزاميًا في ذلك الوقت، وقد تم الإبلاغ عنه للسلطات باعتباره عضوًا في حركة المدرسي غير القانونية. وفي عام 1979 م، حُكم عليه بالإعدام غيابيًا، بينما كان لا يزال في كربلاء.

## تاريخ القتال
بعد انتهاء عقوبته مباشرة، هرب إلى الكويت، وبقي هناك لمدة تقل قليلًا عن عام. ثم ذهب إلى إيران، مع بداية الحرب العراقية الإيرانية، واستمر مع منظمة العمليات الإيرانية، التي كانت تعمل بكامل طاقتها وتعمل في إيران. كانت منظمة العمليات الإيرانية تعمل أيضًا مع الحرس الثوري الإسلامي (IRGC)، ولذا أُعجب الحرس الثوري الإسلامي بقدرات نصر الله، وقرر تدريبه وإرساله في مهام قتالية في الخارج. نفذ العديد من المهام في كردستان عام 1981. قاتل إلى جانب البيشمركة في الجبال الكردية حتى عام 1987 م، ثم أصبح مدير مكتب منظمة العمل الإسلامي في كردستان واستقر هناك لمدة عشر سنوات؛ وقد ساعد العديد من المدنيين الأكراد في النجاة من الهجمات الكيماوية لحكومة صدام حسين.
في التسعينيات، بدأت منظمة العمل الإسلامي في التفكك، وانقسمت القيادة إلى عدد من الفصائل. وبسبب هذا، بدأ نصر الله في الانسحاب تدريجيًا. غادر كردستان إلى إيران، واستقر في قم. وبحلول تشرين الثاني 1996 م، أُوقف اثنان من أبناء محمد الشيرازي (مرتضى ومهدي) في إيران بسبب الخلافات المستمرة بين الحكومة والشيرازيين حول الترويج لأيديولوجية شورى الفقهاء (قيادة مجلس الفقهاء)، حيث وُضعوا في منازل تحت الإقامة الجبرية. وعندما خُففَت الإجراءات الأمنية بعد ثلاث سنوات، لجأ الشيرازي إلى نصر الله طلبًا للمساعدة -الذي كان في ذلك الوقت قد أصبح قريبًا من الشيرازيين- لتهريبهم من إيران والذهاب إلى سوريا. وبعد أن نجح نصر الله في نقل ابني الشيرازي، عاد إلى إيران. وبعد فترة وجيزة من وصوله، سُجن. وبعد عام من السجن، حُكم عليه بالإعدام، لكنه نجا بعد قرار محمد خاتمي بالعفو عن عدد من السجناء السياسيين، في إطار تخفيف سياسات الأمن الصارمة للجمهورية الإسلامية. وبعد إطلاق سراحه، بقي في قم، بالقرب من الشيرازي - الذي أصبح الآن وحيدًا إلى حد كبير، مع معظم أطفاله وطلابه في الخارج أو في السجن - لمدة ستة أشهر تقريبًا، حتى أصر الشيرازي على مغادرة نصر الله إيران، لأنها أصبحَت برأيه لا تقبل وجهة النظر الشيرازية.
فرّ نصر الله إلى كردستان، ثم غادر إلى دمشق. ووصل إلى العاصمة السورية في فبراير/شباط 1999 م.

## العودة إلى العراق
في مارس/آذار 2003، قبيل سقوط بغداد، عاد نصر الله إلى العراق. وعند عودته، عُيّن مفوضًا لمرقد ابن فهد والحوزة العلمية في كربلاء من ديوان الوقف الشيعي. كما تولى منصب مدير مكتب العلاقات العامة لآية الله الشيرازي.

### حملة سامراء
بعد ثلاثة أيام من تفجير عام 2006 م، نظّم نصر الله احتجاجًا في كربلاء يُدين تفجير مرقد العسكري. انضم ثلاثة آلاف شخص إلى الاحتجاج، ومن هناك قرروا الذهاب إلى سامراء. ومع ذلك، عند وصولهم إلى اللطيفية، أوقفتهم قوات من الجيشين الأمريكي والعراقي. وبقدر ما أصر نصر الله على السماح لهم بالمرور، فقد مُنعوا. في النهاية، كان على اتصال بالمساعد الشخصي لنوري المالكي، الذي أوضح لنصر الله أنه من المستحيل على القوات السماح لهم بالمرور لعدد من الأسباب. وعلى الرغم من محاولات نصر الله التي لا تعد ولا تحصى لإقناع مساعد المالكي بأن كل ما يريدون فعله هو الذهاب وحماية المرقد من أي خطر محتمل آخر، فقد مُنعوا. وقد شاركت الغالبية العظمى من العراقيين هذه المشاعر، الذين أرادوا أن تظل بلادهم كاملة وخالية من الصراع العرقي.
بعد ذلك، بقيت سامراء على حالها، ولم تشهد سوى القليل من التطوير لإعادتها إلى حالتها السابقة. كانت تتلاشى تدريجيًا، ويعتبرها غالبية الشيعة مدينةً منسية. ويرجع ذلك إلى خوف الكثيرين منهم من الذهاب، أو ببساطة تجنبهم حتى التفكير في الأمر خوفًا من الذهاب. إلا أن نصر الله لم يرتح لهذا الأمر، ورأى أنه بحاجة إلى إحياء القضية. فنظم احتجاجًا آخر في بين الحرمين، مطالبًا هذه المرة بإعادة بناء مرقد الإمامين العسكريين. واستمر الاحتجاج ثلاثة أيام، إلا أن الاستجابة كانت ضعيفة نسبيًا. فاستشار الشيرازي - زعيمه الروحي - وحصل على إذن ديني بالذهاب إلى سامراء، مضيفًا أن ذلك سيُعتبر "جهادًا" وأن موتهم سيُعتبر استشهادًا.
انتبه نصر الله لهذا الأمر، وأعلن أنه عشية ذكرى استشهاد الحسن العسكري، أي 16 آذار 2008، سيتوجهون إلى بلد، باعتبارها أقرب نقطة إلى سامراء، ويقيمون موكب عزاء هناك. في البداية، كافح للعثور على أي حافلات مع سائقين على استعداد لنقلهم. لذلك تواصل مع بعض أصدقائه في الشطرة، الذين تمكنوا من توفير حافلتين له. ثم اتصل بصديق له في قوات العمليات الخاصة، العقيد صادق الفتلاوي، لمساعدتهم ومرافقتهم طوال الطريق، إلا أن الفتلاوي نصحهم بشدة بعدم الرحلة، ووصفها بأنها "أمنية موت"، وأنهم "سينتهي بهم" عند أول نقطة تفتيش. أوضح نصر الله أنهم ذاهبون إلى مدينة بلد فقط (التي تبعد 45 كيلومترًا عن سامراء)، وليس سامراء، لكن هذا لم يُقنع الفتلاوي، وظلّ على خلاف. مع ذلك، اتصل نصر الله بالفتلاوي في صباح اليوم التالي، وأبلغه بقدومهم على أي حال، مما دفع الفتلاوي في النهاية إلى الموافقة على مرافقتهم إلى بلد.
وصل نصر الله إلى بلد مساء 16 آذار/مارس، ولقي ترحيبًا حارًا من أهاليها وقادتها، الذين غمرتهم السعادة، إذ لم يروا أحدًا منذ أكثر من عامين، أي منذ تفجيرات المرقد. أمضى نصر الله وموكبه الليلة في بلد عزاءً بذكرى استشهاد العسكري في مرقد السيد محمد سبع الدجيل. بعد انتهاء الموكب، قرر نصر الله الكشف عن نواياه الحقيقية لمجموعته، وهي أنه يعتزم التوجه إلى سامراء. ولحسن حظه، كان الجميع على أتم الاستعداد للانضمام إليه.
في صباح اليوم التالي، توجه رؤساء بلد إلى نصر الله، وأرادوا إظهار امتنانهم من خلال طلب أي طلب منه. استجاب نصر الله بطلب الدعم لرحلته إلى سامراء، حيث كانوا أكثر دراية بالطريق والوضع. صُدم الناس ورفضوا، قائلين إنهم لا يريدون شكرهم بإرسالهم إلى حتفهم. ومع ذلك، لم يكن لدى نصر الله أي مصلحة في التراجع، لذلك ظل مصرًّا. أرسل دفعة أولى في المقدمة لاختبار الطريق ومعرفة ما إذا كان الطريق آمنًا حتى نقطة التفتيش الأولى. عندما عادت تلك الدفعة، أفادت أن نقطة التفتيش الأولى رفضتها، حيث التقوا بمحافظ محافظة صلاح الدين، حمد القيسي، الذي أوضح أن الأمر خطير للغاية.
لم يُعر نصر الله اهتمامًا لهذا الأمر، فقرر الانطلاق. وقبل أن يغادر بلد، اتصل بأحد قادة المدينة، متوسلًا إليهم بالدعم، لكنهم رفضوا. بعد عشر دقائق، أجرى اتصالًا أخيرًا، هذه المرة بنبرة أكثر خزيًا، وقال: "تذكروا هذا جيدًا، تذكروا أن الأئمة استغاثوا بكم، ورفضتموهم، تذكروا كيف خنتم دينكم وهتكتموه، وهذا سيُلحق بأجيالكم القادمة، وسأقف لأُحاسبكم يوم القيامة". بدا أن خطابه قد أثّر فيهم، فقرروا اللحاق به. وصلوا في أربعين سيارة، مدنية وعسكرية. قضوا الطريق يتعرضون لإطلاق نار عشوائي من جهات مجهولة، حتى وصلوا بسلام إلى مرقد الإمام العسكري. كان مشهدًا مؤثرًا ومؤثرًا للجميع، إذ رأوا قبة أحد أكثر رموزهم تمسكًا بهم، مُهدمة، مع كل الأنقاض.
أقام نصر الله مع من كان هناك موكب عزاء هناك، ثم تحدث لاحقًا مع العسكريين، الذين كشفوا أن المالكي كان يخطط للتعاقد مع شركة تركية لرفع جميع الأنقاض في غضون ثلاث سنوات، وإعادة بناء المرقد في غضون خمسة عشر عامًا. كان نصر الله مستاءً للغاية من الخطط والتقدم، لذا اتصل بالسلطة الدينية العليا في النجف، أي مكتب آية الله السيستاني، مطالبًا بخطة أفضل، فأرسل السيستاني محمد علي الشهرستاني للتواصل. قدم نصر الله خمسة مطالب للحكومة، يجب معالجتها إذا أرادوا مغادرتهم، وهي:
1. يجب إبعاد سامراء عن المجال السياسي وجعلها قضية دينية فقط.
2. يتم انهاء العقد المبرم بين الحكومة العراقية والشركة التركية، وتشكيل عقد جديد مع شركة عراقية فقط.
3. أن يقتصر تدخل اليونسكو على المراقبة فقط، ولا يتدخل في مرقد الإمامين العسكريين.
4. زيادة كبيرة في التواجد العسكري لحماية الأضرحة.
5. يجب أن يكون الطريق إلى سامراء آمنًا بدرجة كافية، بحيث يتمكن الحجاج من زيارتها بشكل مريح في أي وقت من السنة.

أراد نصر الله أن يقوم ببعض العمل للتعامل مع الحطام، لكن لم يُسمح له بذلك، وقال قائد قوات العمليات الخاصة إن السماح لهم بالدخول في حد ذاته سوف يوقعهم في الكثير من المتاعب، وأنهم لا يستطيعون السماح لهم بفعل أي شيء آخر.
كما طرح نصر الله فكرة تخصيص آخر جمعة من رمضان يومًا وطنيًّا لنصرة العسكريين (الحسن العسكري وعلي الهادي).
مستلهمًا من ميرزا الشيرازي وجهوده في إحياء سامراء وإعادة مركزيتها، يعمل نصر الله على إعادة المدينة إلى مكانتها الأكاديمية السابقة، وأن تصبح مركزًا لتعليم وتدريب طالبي العلوم والمعارف الإسلامية بتعاليم أهل البيت، لا سيما بعد توقفها بعد وفاة الشيرازي. ويعمل على إنشاء مراكز دينية وثقافية، منها حسينية الرسول الأعظم، التي يمولها ويشرف عليها بنفسه.

## النشاط
ويقيم نصر الله وقفة احتجاجية سنوية في مدينة عرعر قرب الحدود العراقية السعودية، تنديدًا بهدم مقبرة البقيع، ومطالبًا الحكومة السعودية بإعادة بناء قبور الشخصيات الإسلامية البارزة المدفونة هناك، وأن هدمها هو هدم للتراث الإسلامي.
ودعا أيضًا إلى تشريع مشابه لذلك في الفاتيكان في مدينة كربلاء، بحيث يكون للمنطقة قوانينها المقدسة الخاصة التي تمنع انتهاك حرمة المدينة.
وفي سوريا، بعد اندلاع الحرب الأهلية، قاد أول وفد عزاء لزيارة مرقد السيدة زينب، وساعد العديد من السوريين والأجانب (خاصةً الأفغان والفلسطينيين) الذين كانوا يعيشون في دمشق على الانتقال واللجوء للعراق، وقد أعطى الشيعة منهم مساكن في كربلاء؛ بينما توزّع الباقي على مناطق أخرى في العراق.

## الأعمال الخيرية
يرعى نصر الله عددًا من المبادرات الخيرية في العراق، ومنها:
- مؤسسة فاطمة الزهراء الخيرية في العراق، التي تقوم بتوزيع المساعدات المالية على المتزوجين حديثًا والذين يعانون من ضائقة مالية في كربلاء.[37]
- المشروع الحسيني الكبير، الذي يقدم سنويا خدمات متعددة (مثل الإقامة والطعام والشراب وغيرها) مجانًا للعامة خلال زيارة الأربعين.[38][39]
- حملة الرحيق المختوم التي شهدت توزيع حقائب غذائية على الأسر المحتاجة في مواجهة جائحة كوفيد-19.[40]

## الحياة الشخصية
نصر الله متزوج ولديه سبعة أطفال. قُتل ابنه محمد مهدي في انفجار في 6 حزيران 2016 م في كربلاء. أعلن تنظيم داعش مسؤوليته عن الهجوم، وكان يستهدف نصر الله نفسه في البداية. أُقيمت بطولة كرة قدم سنوية تكريمًا لمحمد مهدي من هيئة رعاية الشباب والرياضة في مرقد الإمام الحسين. كما أعاد مجلس مدينة كربلاء تسمية الطريق الذي وقع فيه الانفجار إلى الشهيد محمد عارف نصر الله.
نصر الله هو صديق مقرب للنائب الكويتي صالح عاشور.

## طالع أيضًا
- مرقد الإمام العسكري حفيد الحسين بن علي
- صادق الشيرازي
- عائلة الفايز

## روابط خارجية
- مقابلة حول غزوة سامراء مع قناة الزهراء الفضائية
- مقابلة حول قمة النجف-أربيل أجراها مركز روداو للأبحاث (باللغة العربية)